# Elizabeth van Lotharingen

Elizabeth Renata van Lotharingen (Nancy, 7 oktober 1574 – Braunau am Inn, 4 januari 1635) was een dochter van Karel III van Lotharingen en Claudia van Valois.
Ze trouwde op 6 februari 1595 met haar neef Maximiliaan I van Beieren, uit welk huwelijk geen kinderen voortkwamen. Maximiliaan hertrouwde enkele maanden na Elizabeths dood met Maria Anna van Oostenrijk (1610-1665).
- Gemeinsame Normdatei: 12009150X
- International Standard Name Identifier: 0000 0000 1559 2230
- Nationale Bibliotheek van Polen: a0000003629484
- Nederlandse Thesaurus van Auteursnamen: 396628303
- Système universitaire de documentation: 15185470X
- Virtual International Authority File: 13129717
- WorldCat: E39PBJt8dXPHVmHVrqqMxPPYT3